# Illinois Wesleyan University
De Illinois Wesleyan University is een Amerikaanse onafhankelijke universiteit gevestigd in Bloomington-Normal in de county McLean in de staat Illinois. De instelling werd in 1850 gesticht door een dertigtal burgers, waaronder Methodistenleiders. De naamgeving van de universiteit is afgeleid van de 18e-eeuwse stichter van het Methodisme John Wesley.

## Bekende afgestudeerden
- Gouverneur en Presidentskandidaat Adlai Stevenson uit Illinois
- Senator Scott Lucas van Illinois
- Gouverneur H. Clarence Baldridge van Idaho
- Gouverneur Lester Hunt van Wyoming

## Externe links

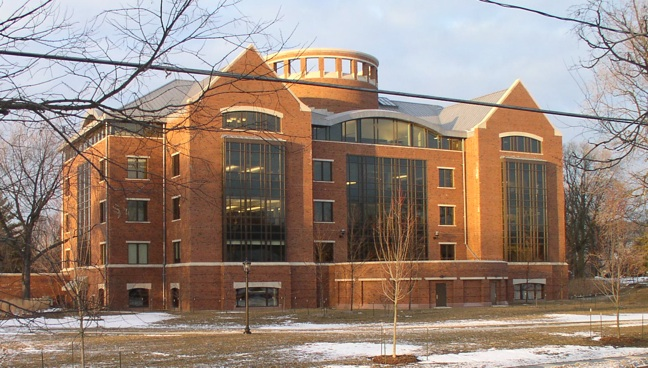
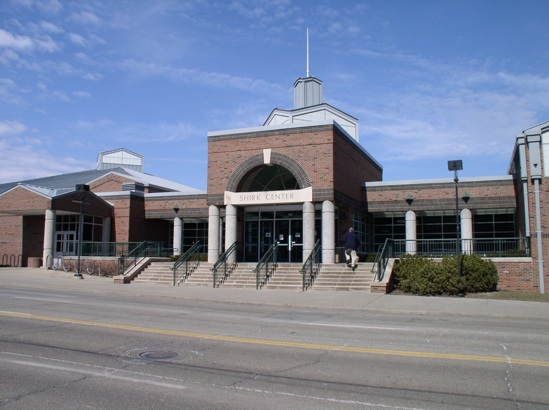